# Stadio Mineirão
Lo stadio Governatore Magalhães Pinto (in portoghese Estádio Governador Magalhães Pinto), noto come Mineirão, è uno stadio di calcio di Belo Horizonte, il più grande impianto sportivo del Minas Gerais, stato del Brasile. 
Inaugurato nel 1965, prende il nome dal governatore statale José de Magalhães Pinto, che ne avviò i lavori. Tra i tifosi l'impianto è noto anche come Gigante da Pampulha.

## Inaugurazione
Il 25 febbraio 1960 il governo dell'Unione e l'Università Federale del Minas Gerais donarono allo Stato mineiro un terreno nelle vicinanze di Pampulha, Belo Horizonte, per la costruzione di un nuovo stadio.
Il Mineirão venne progettato da Eduardo Mendes Guimarães Júnior e da Caspar Garreto, ambedue architetti, mentre per il disegno della struttura venne incaricato l'ingegnere Arthur Eugênio Jermann. Il gruppo di uomini addetti alla costruzione venne dato in affidamento all'ingegnere Gil Cesar Moreira de Abreu. Dal 1963 alla data di inaugurazione, il 5 settembre 1965, circa cinquemila uomini vennero coinvolti nella costruzione dell'impianto.
I festeggiamenti per l'apertura dello stadio includevano spettacoli di paracadutismo, musica e un'inaugurale partita di calcio. All'evento accorsero 73 201 persone. La prima gara al Mineirão venne così disputata tra una selezione di giocatori della Federação Mineira de Futebol e la squadra argentina del River Plate.

## Mineirazo
La semifinale del campionato del mondo 2014, giocata il giorno 8 luglio nello stadio, ha registrato la peggiore prestazione della storia della nazionale di calcio brasiliana: la sconfitta per 7-1 con la Germania (con 5 goal incassati nella prima mezz'ora) è passata subito alla storia con il nome di Mineirazo, riferimento al precedente del Maracanazo.

## Capacità
Si dice che il Mineirão sia riuscito ad ospitare ben 132 834 persone nel 1997, per la gara tra Cruzeiro e Villa Nova, finale del campionato statale: in occasione di quella gara, donne e bambini entravano gratis. Gli spettatori paganti furono 74 857, e ci furono 56 618 tra donne e bambini. Per ragioni di sicurezza la capacità del Mineirão è stata ridotta di molto in occasione dei primi quarant'anni di storia dello stadio. Nel 2004, su imposizione della FIFA, la capienza dello stadio è stata così ridotta a meno di 72 000 persone.

## Squadre
Dall'apertura dell'impianto, le tre principali squadre di Belo Horizonte, l'Atlético Mineiro, il Cruzeiro e l'América Mineiro (che ha anche uno stadio tutto suo), giocano le loro gare casalinghe nel Mineirão. Il Mineirão ha anche ospitato, e attualmente spesso ospita, le partite interne della Nazionale brasiliana.

## Affluenza
L'Atlético Mineiro è il club che mediamente porta il maggior numero di tifosi al Mineirão: dal 2002, 20 887 391 persone hanno assistito a 1 011 partite dell'Atlético, alla media di 20 660 spettatori a gara. La seconda squadra per numero di tifosi accorsi alle partite è il Cruzeiro, con 19 544 507 tifosi in 1 062 gare, in media 18 503 alla volta. Da notare che il dato non include i derby tra le due squadre.

## Reti storiche per il Mineirão
- Gol numero 1: Buglê, dell'Nazionale Mineiri, 5 settembre 1965
- Gol numero 1000: Lola, dell'Atlético Mineiro, 6 aprile 1968
- Gol numero 5000: Paulinho, del Villa Nova, 10 marzo 1985

### Coppa del Mondo FIFA 2014
| Data           | Orario (BRT) | Squadra numero 1 | Ris.            | Squadra numero 2 | Fase del torneo  | Spettatori |
| -------------- | ------------ | ---------------- | --------------- | ---------------- | ---------------- | ---------- |
| 14 giugno 2014 | 13:00        | Colombia         | 3 - 0           | Grecia           | Girone C         | 57 174     |
| 17 giugno 2014 | 13:00        | Belgio           | 2 - 1           | Algeria          | Girone H         | 56 800     |
| 21 giugno 2014 | 13:00        | Argentina        | 1 - 0           | Iran             | Girone F         | 57 698     |
| 24 giugno 2014 | 13:00        | Costa Rica       | 0 - 0           | Inghilterra      | Girone D         | 57 823     |
| 28 giugno 2014 | 13:00        | Brasile          | 1 - 1 (3-2 dcr) | Cile             | Ottavi di finale | 57 714     |
| 8 luglio 2014  | 17:00        | Brasile          | 1 - 7           | Germania         | Semifinale       | 58 141     |